# Stære
Stære (Sturnidae) er en familie af små til mellemstore spurvefugle, der oprindelig kun har været udbredt i den gamle verden. I moderne tid har nogle arter dog ved menneskets hjælp bredt sig til næsten alle verdensdele, især til Nordamerika og Australien. Familien består af 123 arter fordelt på cirka 33 slægter, hvoraf kun en enkelt er repræsenteret i Danmark med arten stær, Sturnus vulgaris.
Fem stærearter er uddøde.

## Fællestræk for arterne
Stære er hulrugere, det vil sige at de yngler i hule træer eller lignende. De unge fugles fjerdragt er anderledes end de voksnes. Stære har ti håndsvingfjer, hvor den første er meget kort. Fodens tarse er på bagsiden beklædt med én lang hornskinne. Der findes ingen hår ved næbroden og næseborene dækkes ikke af fjer.

## Slægter
- Slægt Aplonis
  - Metaltræstær, Aplonis metallica
  - Hættestær Aplonis circumscripta
  - Guløjet træstær, Aplonis mystacea
  - Sangtræstær, Aplonis cantoroides
  - Tanimbartræstær, Aplonis crassa
  - Atoltræstær, Aplonis feadensis
  - Rennelltræstær, Aplonis insularis
  - Langhalet træstær, Aplonis magna
  - Hvidøjet træstær, Aplonis brunneicapillus
  - Stor træstær, Aplonis grandis
  - San Cristobal-træstær, Aplonis dichroa
  - Rustvinget træstær, Aplonis zelandica
  - Tyknæbbet træstær, Aplonis striata
  - Norfolktræstær Aplonis fusca, uddød
  - Vanuatutræstær, Aplonis santovestris
  - Træstær, Aplonis panayensis
  - Moluktræstær, Aplonis mysolensis
  - Lille træstær, Aplonis minor
  - Mikronesisk træstær, Aplonis opaca
  - Ponapétræstær, Aplonis pelzelni
  - Polynesisk træstær, Aplonis tabuensis,
  - Samoatræstær, Aplonis atrifusca
  - Rarotongatræstær, Aplonis cinerascens
  - Kosraetræstær, Aplonis corvina, uddød
  - Mauketræstær, Aplonis mavornata, uddød
- Slægt Mino
  - Papuabeo, Mino dumontii
  - Pragtbeo, Mino anais
  - Melanesisk beo, Mino kreffti
- Slægt Basilornis
  - Kongestær, Basilornis celebensis
  - Hjelmkongestær, Basilornis galeatus
  - Seramkongestær, Basilornis corythaix
  - Mindanaokongestær, Basilornis mirandus
- Slægt Sarcops
  - Coletostær, Sarcops calvus
- Slægt Streptocitta
  - Hvidhalset stær, Streptocitta albicollis
  - Sulastær, Streptocitta albertinae
- Slægt Enodes
  - Sulawesistær, Enodes erythrophris
- Slægt Scissirostrum
  - Smalnæbsstær, Scissirostrum dubium
- Slægt Saroglossa
  - Marmorstær, Saroglossa spiloptera
- Slægt Ampeliceps
  - Gulkronet beo, Ampeliceps coronatus
- Slægt Gracula
  - Sri Lanka-beo, Gracula ptilogenys
  - Beostær, Gracula religiosa
  - Lille beo, Gracula indica
  - Engganobeo, Gracula enganensis
  - Stor beo, Gracula robusta
- Slægt Acridotheres
  - Stor maina, Acridotheres grandis
  - Topmaina, Acridotheres cristatellus
  - Javamaina, Acridotheres javanicus
  - Sulawesimaina, Acridotheres cinereus
  - Brun maina, Acridotheres fuscus
  - Hvidhalset maina, Acridotheres albocinctus
  - Grå maina, Acridotheres ginginianus
  - Maina, Acridotheres tristis
  - Burmastær, Acridotheres burmannicus
  - Sortvinget stær, Acridotheres melanopterus
- Slægt Leucopsar
  - Balistær, Leucopsar rothschildi
- Slægt Gracupica
  - Sorthalset stær, Gracupica nigricollis
  - Skadestær, Gracupica contra
- Slægt Agropsar
  - Amurstær, Agropsar sturninus
  - Violetrygget stær, Agropsar philippensis
- Slægt Sturnia
  - Mandarinstær, Sturnia sinensis
  - Gråhovedet stær, Sturnia malabarica
  - Sturnia blythii, tidligere underart af S. malabarica
  - Andamanstær, Sturnia erythropygia
  - Pagodestær, Sturnia pagodarum
- Slægt Sturnornis
  - Hvidhovedet stær, Sturnornis albofrontata
- Slægt Fregilupus
  - Réunionstær, Fregilupus varius, uddød
- Slægt Necropsar
  - Rodrigues-stær, Necropsar rodericanus, uddød
- Slægt Pastor
  - Rosenstær, Pastor roseus
- Slægt Spodiopsar
  - Silkestær, Spodiopsar sericeus
  - Gråstær, Spodiopsar cineraceus
- Slægt Sturnus
  - Stær, Sturnus vulgaris
  - Ensfarvet stær, Sturnus unicolor
- Slægt Creatophora
  - Lappestær, Creatophora cinerea
- Slægt Notopholia
  - Sortbuget glansstær, Notopholia corrusca
- Slægt Lamprotornis
  - Rødskuldret glansstær, Lamprotornis nitens
  - Blåøret glansstær, Lamprotornis chalybaeus
  - Nordlig Miomboglansstær, Lamprotornis chloropterus
  - Sydlig Miomboglansstær, Lamprotornis elisabeth
  - Bronzehaleglansstær, Lamprotornis chalcurus
  - Pragtglansstær, Lamprotornis splendidus
  - Principeglansstær, Lamprotornis ornatus
  - Smaragdglansstær, Lamprotornis iris
  - Purpurglansstær, Lamprotornis purpureus
  - Blågrøn glansstær, Lamprotornis purpuroptera
  - Langhalet glansstær, Lamprotornis caudatus
  - Kongeglansstær, Lamprotornis regius
  - Mopaneglansstær, Lamprotornis mevesii
  - Kæmpeglansstær, Lamprotornis australis
  - Kilehaleglansstær, Lamprotornis acuticaudus
  - Trefarvet glansstær, Lamprotornis superbus
  - Masaiglansstær, Lamprotornis hildebrandti
  - Sortøret glansstær, Lamprotornis shelleyi
  - Brunbuget glansstær, Lamprotornis pulcher
  - Ensfarvet glansstær, Lamprotornis unicolor
  - Askestær, Lamprotornis fischeri
  - Tofarvet stær, Lamprotornis bicolor
  - Hvidkronet stær, Lamprotornis albicapillus
- Slægt Hylopsar
  - Fløjlsglansstær, Hylopsar purpureiceps
  - Kobberhaleglansstær, Hylopsar cupreocauda
- Slægt Hartlaubius
  - Madagaskarstær, Hartlaubius auratus
- Slægt Cinnyricinclus
  - Ametyststær, Cinnyricinclus leucogaster
- Slægt Onychognathus
  - Rødvinget sortstær, Onychognathus morio
  - Tyndnæbbet sortstær, Onychognathus tenuirostris
  - Sortstær, Onychognathus fulgidus
  - Korthalet stær, Onychognathus walleri
  - Somalisortstær, Onychognathus blythii
  - Socotrasortstær, Onychognathus frater
  - Tristrams sortstær, Onychognathus tristramii
  - Lysvinget sortstær, Onychognathus nabouroup
  - Paryksortstær, Onychognathus salvadorii
  - Etiopisk sortstær, Onychognathus albirostris
  - Sahelsortstær, Onychognathus neumanni
- Slægt Poeoptera
  - Spidshalet bjergstær, Poeoptera lugubris
  - Bjergstær, Poeoptera stuhlmanni
  - Østlig bjergstær, Poeoptera kenricki
  - Rustbuget stær, Poeoptera sharpii
  - Hvidbuget stær, Poeoptera femoralis
- Slægt Grafisia
  - Kravestær, Grafisia torquata
- Slægt Speculipastor
  - Skadeglansstær, Speculipastor bicolor
- Slægt Neocichla
  - Hvidvinget stær, Neocichla gutturalis
- Slægt Rhabdornis
  - Hvidbrystet kryber, Rhabdornis mystacalis
  - Brunakket kryber, Rhabdornis inornatus
  - Luzonkryber, Rhabdornis grandis